# National Rugby Championship
Le National Rugby Championship, ou NRC, est la plus haute compétition nationale de rugby à XV d'Australie. Gérée directement par fédération australienne, la Australian Rugby Union, elle connaît sa première édition en 2014 et met aux prises neuf équipes, huit australiennes et une sélection fidjienne. Elle sert d'antichambre aux franchises australiennes qui disputent le Super Rugby. 

## Format
La compétition débute fin août, dans la foulée des championnats des différents États, et se termine en novembre. Chaque équipe joue quatre fois à domicile et quatre fois à l'extérieur. Les quatre premiers se qualifient pour les demi-finales qui se déroulent sur le terrain de deux premiers; la finale a lieu sur le terrain du mieux classé des deux finalistes.

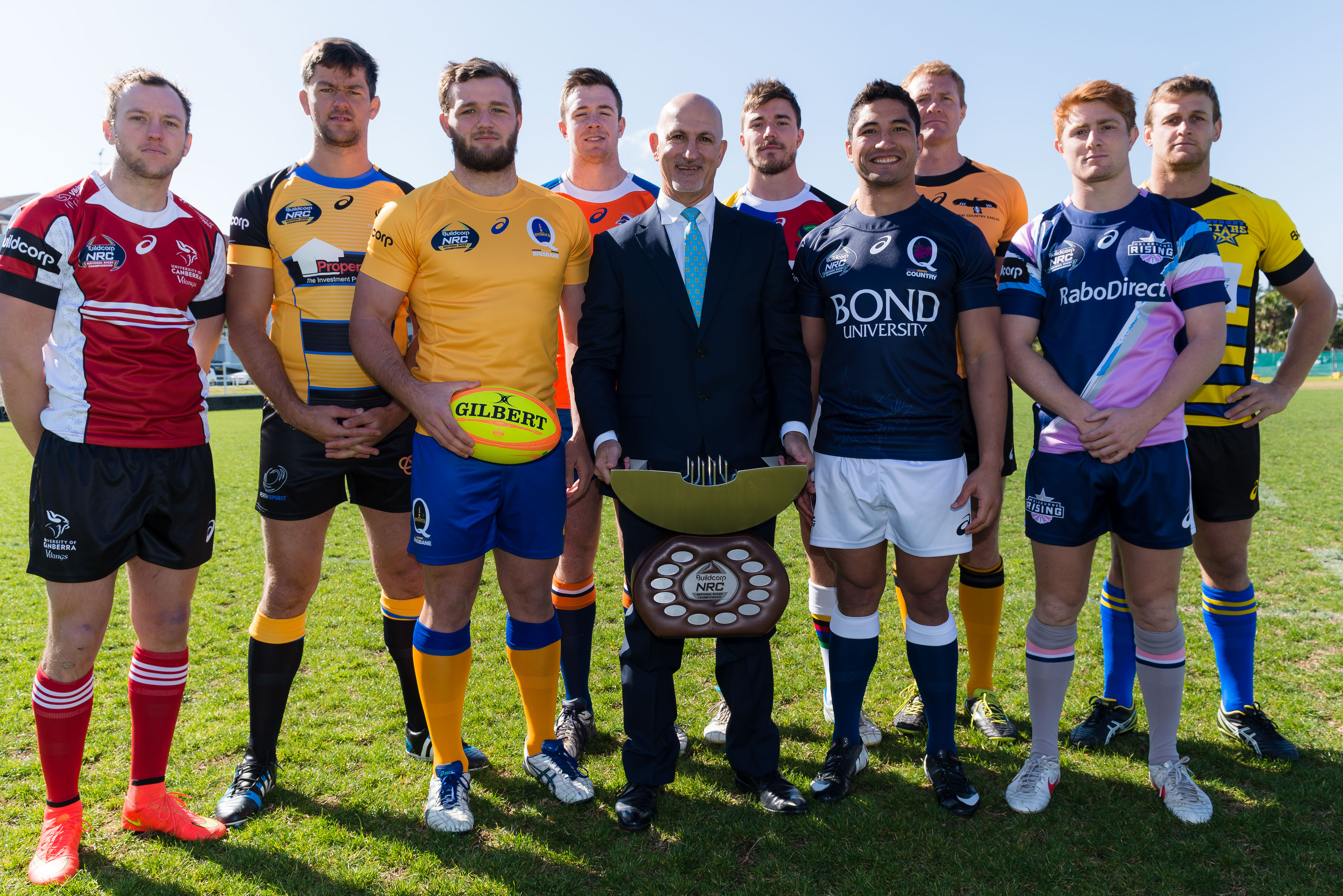
Lancement de la compétition avec les capitaines des neuf équipes engagées en 2014.

## Organisation
Le tournoi est organisé par la fédération australienne (Australian Rugby Union, ARU). Un match au minimum est diffusé chaque semaine en direct sur la chaîne Fox Sports. 

## Historique
L'ARU a annoncé en décembre 2013 la création d'une compétition de clubs, en dessous des rencontres internationales et du Super Rugby, afin de permettre aux joueurs australiens de continuer à jouer à haut niveau une fois la saison de Super Rugby terminée et le développement d'un réservoir de joueurs suffisant pour continuer à concurrencer la Nouvelle-Zélande et l'Afrique du Sud au niveau international. À ce titre, elle doit jouer le même rôle que la Mitre 10 Cup en Nouvelle-Zélande et la Currie Cup en Afrique du Sud. Onze candidatures ont été proposées, neuf ont été finalement retenues. Les franchises ont été accordées aux investisseurs pour deux années. 
En 2007, l'ARU avait déjà lancé une compétition similaire, le Australian Rugby Championship, abandonnée au bout d'une seule saison en raison des lourdes pertes financières. Quatre équipes, mises en sommeil à cette époque, font partie de la nouvelle entreprise (Rams, Rays, Spirit, Vikings), trois autres ont été lancées en référence à leurs prédécesseurs, quoique étant des entités nouvelles (Brisbane City, Stars, Queensland Country).
Désireuse de populariser leur championnat, les organisateurs ont choisi d'organiser les rencontres dans différentes villes des différentes régions. Ils ont aussi obtenu le droit d'organiser deux levers de rideaux de rencontres internationales : la rencontre de la 4e journée de la saison inaugurale entre Queensland Country et North Harbour fut organisée comme lever de rideau du match du Rugby Championship entre l'Australie et l'Argentine au Cbus Super Stadium de Gold Coast, tandis que Brisbane City et les  Canberra Vikings se sont affrontés pour la 9e journée avant la rencontre entre l'Australie et la Nouvelle-Zélande au Suncorp Stadium de Brisbane.
La première saison se conclut le 1er novembre 2014 par la victoire de Brisbane City sur le Perth Spirit 37-26. Brisbane récidive l'année suivante en dominant Canberra 21-10.
En 2016, il a été décidé de dissoudre les Sydney Stars, pourtant demi-finalistes en 2015, car la région de Sydney a été jugée trop pauvre en joueurs pour permettre d'avoir quatre équipes compétitives. De ce fait, l'université de Sydney, qui formait la base de l'organisation du club, rejoint les New South Wales Country Eagles. 
Toujours en 2016, les North Harbour Rays deviennent les Sydney Rays.
L'ARU annonce en octobre 2016 qu'une sélection des Fidji rejoindra la compétition pour quatre saisons à compter de 2017, portant le nombre d'équipes engagées à neuf. Elle sera composée d'une trentaine de joueurs de l'équipe nationale réserve, appelés « Fiji Warriors » ou « Fiji A », et jouera ses matches à domicile aux Fidji . Le projet porté personnellement par le Premier ministre de l'archipel Frank Bainimarama est financé par la fédération fidjienne (Fiji Rugby Union) et par World Rugby. En cas de succès, les Fidji pourraient établir une franchise participant au Super Rugby. Cette équipe est finalement annoncée en juillet 2017 et porte le nom de « Fijian Drua », le drua étant un double canoë traditionnel utilisé dans les batailles navales. Troisièmes à l'issue de leur première saison, les Drua atteignent les demi-finales, où ils sont battus par Queensland Country, futur vainqueur. Ils sont sacrés la saison suivante face au même adversaire.

### Sélection des équipes
Tous les joueurs australiens participant au Super Rugby sont engagés dans le NRC. Un système de quota assure que ces derniers sont mélangés avec les meilleurs espoirs issus des clubs, qui ont ainsi l’occasion de progresser. L’équipe nationale d’Australie a la priorité si un test match se déroule pendant la compétition, mais tout joueur non sélectionné est disponible pour son équipe de NRC.

## Équipes

### Équipes actuelles
| Nom                            | Ville ou région                                 | Stade (capacité) | Clubs rattachés et entités de rattachement                                              |
| ------------------------------ | ----------------------------------------------- | --- | --------------------------------------------------------------------------------------- |
| Brisbane City                  | Brisbane Queensland                             | Ballymore Stadium (24 000) | Queensland Rugby Union, Reds                                                            |
| Fidjian Drua                   | Suva Fidji                                      | Churchill Park (18 000) Lawaqa Park, Sigatoka (12 000) ANZ Stadium, Suva (15 000)                                                                                 | Fiji Rugby Union                                                                        |
| Melbourne Rising               | Melbourne Victoria                              | Ashwood Reserve, Ashwood, Melbourne (3 000) Frankston Park, Frankston, Melbourne (8 000) Simonds Stadium, Geelong (34 074) Latrobe City Stadium, Morwell (34 074) | Victorian Rugby Union, Melbourne Rebels                                                 |
| New South Wales Country Eagles | Sydney Nouvelle-Galles du Sud                   | Ann Ashwood Park, Bathurst (3 000) No. 2 Sports Ground, Newcastle (5 000) Chillingworth Oval, Tamworth (3 000) Woollahra Oval, Rose Bay (5 000)                   | Randwick, Easts,                                                                        |
| Sydney Rays                    | Sydney Nouvelle-Galles du Sud                   | Manly Oval, Manly (5 000) Pittwater Park, Warriewood, Sydney (10 000)                                                                                             | Gordon, Manly, Northern Suburbs, Warringah                                              |
| Western Force                  | Perth Australie-Occidentale                     | Perth Oval, Perth (25 000) | Perth Spirit                                                                            |
| Queensland Country             | Gold Coast Queensland                           | Bond University (2 200) Rugby Park, Rockhampton(5 000) Toowoomba Sports Ground, Toowoomba (9 000) Stockland Park, Kawana Waters, Sunshine Coast (12 000)          | Queensland Rugby Union, Reds                                                            |
| University of Canberra Vikings | Canberra Territoire de la capitale australienne | Viking Park (10 000) | ACT and Southern NSW Rugby Union, Brumbies, Tuggeranong Vikings, Université de Canberra |

### Anciennes équipes
| Nom                      | Ville ou région                           | Stade (capacité) | Clubs rattachés et entités de rattachement              |
| ------------------------ | ----------------------------------------- | --- | ------------------------------------------------------- |
| Sydney Stars (2014-2015) | Sydney Nouvelle-Galles du Sud             | Leichhardt Oval (22 000) | Sydney University, Balmain                              |
| Greater Sydney Rams      | Sydney Nouvelle-Galles du Sud (2014-2018) | Parramatta Stadium (20 700) Concord Oval, Concord, Sydney (20 000) Granville Park, Merrylands, Sydney (5 000) Forshaw Park, Sylvania Waters, Sydney (3 000) | Southern Districts, West Harbour, Parramatta, Penrith † |
| Perth Spirit             | Perth Australie-Occidentale               | Université d'Australie-Occidentale, Perth (4 000) | RugbyWA, Western Force                                  |
| Queensland Country       | Gold Coast Queensland                     | Bond University (2 200) Rugby Park, Rockhampton(5 000) Toowoomba Sports Ground, Toowoomba (9 000) Stockland Park, Kawana Waters, Sunshine Coast (12 000)    | Queensland Rugby Union, Reds                            |

† Eastwood a décidé de retirer sa participation aux Western Sydney Rams pour des raisons financières en juillet 2014.

## Règles
La fédération australienne a obtenu de World Rugby l'autorisation d'appliquer des règles expérimentales pour cette compétition afin de valoriser le jeu d'attaque. Ces règles entrées en vigueur pour la saison 2014 ont été conservées pour la saison 2015. Parmi elles :
- La transformation d'un essai vaut 3 points (au lieu de 2), mettant donc l'essai transformé à 8 points.
- La pénalité vaut 2 points (au lieu de 3).
- Le drop-goal vaut 2 points (au lieu de 3).
- Après un essai, le buteur a 60 secondes pour tenter la transformation (au lieu de 90 secondes).
- Un point de bonus offensif est accordé à l'équipe marquant au moins trois essais de plus que l'adversaire (système utilisé en France. Ailleurs, toute équipe marquant quatre essais au moins marque un point supplémentaire).

## Palmarès du National Rugby Championship
| Édition | Année | Vainqueur          | Score   | Finaliste                      | Lieu                        | Spectateurs | 1er de la phase régulière      |
| ------- | ----- | ------------------ | ------- | ------------------------------ | --------------------------- | ----------- | ------------------------------ |
| 1       | 2014  | Brisbane City      | 37 – 26 | Perth Spirit                   | Ballymore Stadium, Brisbane | 7 889       | Melbourne Rising               |
| 2       | 2015  | Brisbane City (2)  | 21 – 10 | Canberra Vikings               | Ballymore Stadium, Brisbane | 4 327       | Brisbane City                  |
| 3       | 2016  | Perth Spirit       | 20 – 16 | New South Wales Country Eagles | Scully Park, Tamworth       |             | New South Wales Country Eagles |
| 4       | 2017  | Queensland Country | 42 – 28 | New South Wales Country Eagles | Viking Park, Canberra       |             | Canberra Vikings               |
| 5       | 2018  | Fijian Drua        | 36 – 26 | Queensland Country             | Churchill Park, Lautoka     |             | Fijian Drua                    |
| 6       | 2019  | Western Force      | 41 – 3  | Canberra Vikings               | UWA Sports Park, Perth      |             | Western Force                  |

## Horan-Little Shield
Il s'agit d'une compétition organisée sur le mode du défi à l'image du Ranfurly Shield en Nouvelle-Zélande. Le trophée est un bouclier qui porte le nom de deux grands joueurs australiens, Tim Horan et Jason Little, ayant joué ensemble au centre depuis les équipes de jeunes jusqu'au titre de champion du monde avec l'équipe d'Australie en 1991, et symbolisant l'amitié. 
Toute équipe qui le détient le remet automatiquement en jeu quand elle joue à domicile. Si une équipe chez qui elle se déplace lui lance un défi, elle peut refuser ou accepter de le défendre. Toutefois, après deux victoires consécutives à domicile, le bouclier est forcément remis en jeu, même si le match est à l'extérieur. Seule l'équipe qui le détient à la fin de la saison voit son nom gravé sur le trophée.
Le Melbourne Rising en a été le premier détenteur en tant que meilleure équipe à l'issue de la phase régulière de la saison inaugurale en 2014. Brisbane City l'a ensuite remporté et défendu victorieusement à cinq reprises en 2015.

### Défenses du trophée
| Équipe              | Remporté le       | Défenses victorieuses |
| ------------------- | ----------------- | --------------------- |
| Melbourne Rising    | 18 octobre 2014   | 1                     |
| Brisbane City       | 29 août 2015      | 5                     |
| Canberra Vikings    | 11 septembre 2016 | 1                     |
| Melbourne Rising    | 25 septembre 2016 | 0                     |
| Western Sydney Rams | 2 octobre 2016    | 0                     |
| NSW Country Eagles  | 8 octobre 2016    | 0                     |
| Greater Sydney Rams | 3 septembre 2017  | 1                     |
| Fijian Drua         | 7 octobre 2017    | 0                     |
| Queensland Country  | 21 octobre 2017   | 0                     |
| Perth Spirit        | 29 octobre 2017   | 0                     |

### Vainqueur du trophée par année
| Année | Équipe             |
| ----- | ------------------ |
| 2014  | Melbourne Rising   |
| 2015  | Brisbane City      |
| 2016  | NSW Country Eagles |
| 2017  | Perth Spirit       |